# Pierre-Alexandre Levesque de La Ravalière
Pierre-Alexandre Levesque de La Ravalière (Levesque ou L'Evesque) est un historien et philologue français, membre de l'Académie royale des inscriptions et belles-lettres, né à Troyes le 6 janvier 1697, et mort le 4 février 1762 .

## Biographie
Pierre-Alexandre Levesque de La Ravalière est le fils de Pierre Levesque, greffier en chef de l'élection de Troyes.
Il a fait des études de droit à Orléans et a été reçu licencié en 1726. Il est ensuite revenu à Troyes pour pratiquer la jurisprudence mais il préférait la littérature. Pour s'en affranchir, il a quitté Troyes pour Paris où il voulait continuer à s'instruire. Il s'est intéressé au théâtre. Il a produit un Essay de comparaison entre la déclamation et la poésie dramatique. Il espérait que ce texte serait l'occasion d'une dispute mais aucune critique ne vint aussi il a lui-même produit la critique de son ouvrage.
Il a continué ses travaux en s'intéressant à l'histoire. En 1736, il a publié une dissertation sur le véritable auteur des Annales de Saint-Bertin qui a été favorablement reçue par l'abbé Lebeuf. Il s'est alors lancé dans l'érudition historique. Il a entrepris un ouvrage sur l'histoire des comtes de Champagne depuis l'origine du comté jusqu'à son rattachement à la Couronne par le mariage de Jeanne de Navarre avec Philippe le Bel. Mais au moment de la rédaction de son éloge, Charles Lebeau ne savait pas dans quel état cette histoire avait été laissé par Pierre-Alexandre Levesque de La Ravalière. Il s'est intéressé dans ce projet à Thibaut IV, comte de Champagne et roi de Navarre, qui était surnommé "le Grand" et "le faiseur de chansons" ou "le chansonnier". Il devait traiter de ses actions dans l'histoire des comtes de Champagne et a publié ses chansons. Il a joint aux textes des chansons un glossaire et des observations sur l'ancienneté des chansons françaises et sur les révolutions du français. Il a établi dans ce texte le système qui en faisait le défenseur zélé de la franchise du français en défendant qu'elle n'a rien emprunté autres langues, en particulier au latin, malgré toutes les critiques. Il prétendait que le français sortait du celte et que s'il y avait une proximité avec le latin, c'était que les termes latins et celtes étaient apparus en même temps. Pour lui le français et le latin se ressemblent comme des jumeaux et non dans le rapport du père au fils.
Il est élu membre de l'Académie royale des inscriptions et belles-lettres en 1742, après le décès de Guillaume de La Boissière de Chambors. Il a succédé à l'abbé Claude Sallier comme membre pensionnaire  en février 1761. 
En 1748, Pierre-Alexandre Levesque de La Ravalière rédige une longue étude critique, dans laquelle il relève toutes les erreurs et falsifications que recèle l'ouvrage publié par l'abbé de L'Écluse des Loges sur les Mémoires de Sully dans Confrontation du livre des « Œconomies royales » de M. de Sully avec la nouvelle édition intitulée « Mémoires de Sully ».
Il a donné dans les Mémoires de l'Académie des inscriptions et belles-lettres des dissertations sur les vies du sire de Joinville, de Grégoire de Tours, d'Étienne, comte de Sancerre.
Il s'est marié à Esther-Catherine le Roi, fille de François le Roi, conseiller au parlement de Metz. C'est à l'occasion de ce mariage qu'il a pris le surnom de La Ravalière, fief situé dans le Perche, qu'il tenait de sa femme. De ce mariage il a eu une fille.

## Publications
- Essay de comparaison entre la déclamation et la poésie dramatique , 1729 (lire en ligne)
- Les poésies du roy de Navarre, avec des notes et un glossaire françois, précédées de l'histoire des révolutions de la langue françoise, depuis Charlemagne jusqu'à saint Louis, d'un discours sur l'ancienneté des chansons françoises et de quelques autres pièces, 1742 tome 1, tome 2

### Mémoires de l'Académie royale des inscriptions et belles-lettres
- La vie du sire de Joinville, Auteur d'une histoire de S. Louis, 1744, tome 34, p. 1-75 (lire en ligne)
- Caractère du livre intitulé, Mémoire des sages & royales Œconomies d'État, domestiques, politiques & militaires de Henri le Grand, 1748, tome 37, p. 386-415 (lire en ligne)

### Histoire de l'Académie royale des inscriptions et belles-lettres
- Éclaircissemens sur quelques circonstances de l'histoire du Vieux de la Montagne, Prince des Assassins, 1741, tome 8, p. 262-279 (lire en ligne)
- Éclaircissement sur un passage du IVe livre de la guerre des Gaules par César, 1770, tome 9, p. 359 (lire en ligne)
- Réponse au sentiment de D. Calmet, sur les limites d'une partie du Royaume, du côté de l'Empire, avant l'an 1301, 1770, tome 9, p. 501-514 (lire en ligne)
- Explication de quelques bas-reliefs en ivoire, 1770, tome 9, p. 549-563 (lire en ligne)
- Réflexions contre l'idée générale que Procope est l'auteur de l'histoire secrète de Justinien. Sur les adoptions par tes armes, 1747, tome 10, p. 123-128 (lire en ligne)
- Sur la position d'un lieu mentionné dans la cent vingt-cinquième lettre de Loup, abbé de Ferrières , écrivain du IXe siècle, 1747, tome 10 p. 306-312 (lire en ligne)
- Recherches sur MM. Pithou, 1747, tome 10, p. 363-372 (lire en ligne)